# Pilot ACE
Pilot ACE是一台英国的第一代电子计算机，是由英国国家物理实验室（NPL）于1950年代早期设计制造。
Pilot ACE是图灵设计的ACE的一个预选方案。在图灵离开NPL（部分原因是由于ACE的延期而灰心）后，詹姆斯·哈迪·威尔金森接手项目，Harry Huskey协助设计。该机器在1950年5月10日首次成功运行其第一个程序，并于当年12月公开演示。
虽然最初被设计为原型机，但很明显，该机器是一个潜在很有用的资源，特别是在当时缺少其他计算机设备的情况下。1951年底，经过一些升级后，Pilot ACE的运行变得实用，正式投入使用，而且接下来的几年时间里，完成了相当的运行服务。
Pilot ACE总计大约800个真空管，使用水银延迟线作为主存。原始的存贮大小是128个32位的字，之后扩充到352个字；1954年添加了一个4096大小的磁鼓存储器。基础时钟频率是1MHz，在英国早期电子计算机中是最快的。运行一条指令的时间高度依赖于指令在存储器中的位置（原因是使用延迟线存储器）。一个加法可能需要64毫秒至1024毫秒。
Pilot ACE相当成功，其商业机型名叫DEUCE，由英国电气公司制造和销售。
1955年5月，该机器退役，被送到伦敦科学博物馆，并保存至今。

## 延伸阅读
- Simon H. Lavington, Early British Computers: The Story of Vintage Computers and The People Who Built Them (Manchester University Press，1980)
- David M. Yates, Turing's Legacy: A History of Computing at the National Physical Laboratory, 1945–1995 (Science Museum, London, 1997, ISBN 0-901805-94-7)

## 相关
- ACE (电子计算机)